# Николаева, Наталья Сергеевна
Ната́лья Серге́евна Никола́ева (12 августа 1930, Загорск — 1 апреля 2012, Москва) — советский и российский искусствовед-японист, доктор искусствоведения (1998), член-корреспондент Российской академии художеств (2007).

## Биография
Родилась 12 августа 1930 года в Загорске.
В 1948—1953 годах училась на искусствоведческом отделении исторического факультета Московского государственного университета им М. В. Ломоносова.
В 1953—1958 годах была научным сотрудником Музея восточных культур (ныне — Государственный музей искусства народов Востока,). В 1961—1974 работала в НИИ теории и истории изобразительных искусств Академии художеств. В 1968 году защитила кандидатскую диссертацию «Декоративное искусство Японии: проблемы эволюции стиля и синтеза искусств». С 1968 года является членом Союза художников СССР. В 1974—1976 — старший научный сотрудник НИИ культуры.
В 1998 году защитила докторскую диссертацию «Япония — Европа: диалог в искусстве (середина XVI — начало XX в.)».
С 2007 года является членом-корреспондентом РАХ.
Похоронена в Москве на Введенском кладбище, в семейно-родственной могиле на участке 17.

## Научная деятельность
Основная область научных интересов — японское искусство от средневековья до современности, русско-японское культурное взаимодействие, культурные связи Японии и Европы.
В работе «Декоративные росписи Японии XVI—XVIII веков» (1989) изучается японское искусство периода позднего средневековья и перехода к Новому времени, творчество мастеров Кано Эйтоку, Таварая Сотацу, Огато Корина. Анализируются вопросы синтеза живописи и архитектуры, истоки живописного стиля и общей эволюции декоративной живописи XVI—XVIII веков, развитие художественного метода мастеров росписи.
В обобщающей монографии «Япония-Европа. Диалог в искусстве: середина XVI — начало XX в.», легшей в основу докторской диссертации, автор исследует культурные контакты Японии и Европы на протяжении нового и новейшего времени (при этом Россия позиционируется как часть европейской цивилизации). От начала проникновения португальцев в Японию до широкомасштабного взаимодействия времен реформ Мейдзи исследуются взаимные влияния в области культуры. Анализируется увлечение Востоком в Европе, отразившееся в стиле шинуазри, «западный стиль» в японском искусстве конца XVII—XVIII веков, влияния Европы на традиционную японскую графику и живопись, ранга — «голландская живопись» в Японии. Рассматривается европейские влияния в творчестве Сибы Кокана, Ватанабэ Кадзана, Кацусики Хокусая, теория живописи «западного стиля» и её значение для развития японского искусства, японское влияние на творчество Джеймса Уистлера, импрессионистов (Эдуарда Мане, Эдгара Дега, Клода Моне), постимпрессионистов (Анри де Тулуз-Лотрека, Винсента Ван Гога, Поля Гогена), «Наби», деятельность Самюэля Бинга в связи с пропагандой японского искусства, японские мотивы в искусстве модерна, японские влияния в русском искусстве рубежа веков.

## Основные работы
- Музей восточных культур. М.: Моск. рабочий, 1957. 170 с. (соавт. Т. Норина, Г. Чепелевецкая)
- Ци Бай-ши: китайский художник. М.: Искусство, 1960. 32 с.
- Художник, поэт, философ… Ма Юань и его время. М.: Наука, 1968. 128 с.
- Современное искусство Японии: Краткий очерк. М.: Сов. художник, 1968. 155 с.
- Декоративное искусство Японии. М.: Искусство, 1972. 87 с.
- Оно Тадасигэ: Альбом. М.: Изобразительное искусство, 1979. 62 с.
- Художественная культура Японии XVI века. М.: Искусство, 1986. 237 с.
- Декоративные росписи Японии XVI—XVIII веков: От Кано Эйтоку до Огата Корина. М.: Изобразит. искусство, 1989. 229 с.
- Стокгольм и его музеи: город, пригороды, музеи. М.: Искусство, 1995. 206 с.
- Япония-Европа. Диалог в искусстве: середина XVI — начало XX в. М.: Изобр. искусство, 1996. 397 с.
- Искусство Японии: Альбом. М., 2000.
- Японские сады. М.: Арт Родник, 2005. 208 с.[1]
- Образы Японии: очерки и заметки. М.: Вост. лит., 2009. 204 с.